# Энгель, Эрнст
Эрнст Энгель (нем. Ernst Engel; 26 марта 1821, Дрезден — 8 декабря 1896, Радебойль) — немецкий экономист и статистик, автор «закона и кривой Энгеля».

## Биография и научная деятельность
С 1850 по 1858 год Эрнст Энгель занимал должность директора саксонского статистического бюро в Берлине и в этом качестве редактировал «Statistische Mittheilungen aus dem Königreich Sachsen», «Sächsische statistische Zeitschrift» и «Jahrbücher der Statistik und Staatswissenschaft». Вследствие нападок, сделанных на него консерваторами в саксонском ландтаге, был вынужден оставить пост.
Основал общество страхования жизни для погашения ипотечных долгов.
В 1860 году Энгель был приглашен в Берлин на место директора прусского статистического бюро, которое занимал в течение 22 лет. С его помощью прусская статистика достигла весьма значительных высот.
Основным предметом исследований Энгеля была структура бюджетов рабочих семей. Анализ многолетних статистических данных привёл его к выводу, что с ростом дохода семьи структура расходов меняется. При этом удельный вес расходов на питание снижается, доля расходов на одежду, отопление и жилище остаётся на прежнем уровне, а удельный вес расходов на удовлетворение культурных потребностей увеличивается. Эти выводы и получили название «закона Энгеля». Изобретённая Энгелем карточная система сбора статистических данных впоследствии использовалась для переписи населения. Первым такое применение осуществил Павел Иордан в Таллине в 1871 году.